# Deyrolle
Deyrolle er en fransk butik og udstillingsrum for taksidermi og entomologi, og tidligere institution for naturvidenskab og pædagogik i 7. arrondissement i Paris, der blev grundlagt i 1831. Det er kendt for sine udstoppede dyr, og har et berømt raritetskabinet, der er åbent for offentligheden, og det bruges som referencesamling for taksidermi.
Butikken blev benyttet til at filme dele af Woody Allens film Midnight in Paris fra 2011.